# Sułkowo (województwo kujawsko-pomorskie)
Sułkowo – wieś w Polsce, położona w województwie kujawsko-pomorskim, w powiecie włocławskim, w gminie Lubraniec.
W latach 1975–1998 wieś położona była w województwie włocławskim.
Według Narodowego Spisu Powszechnego (III 2011 r.) liczyła 181 mieszkańców. Jest osiemnastą co do wielkości miejscowością gminy Lubraniec.

## Integralne części wsi
| SIMC    | Nazwa    | Rodzaj    |
| ------- | -------- | --------- |
| 0866797 | Szczawin | część wsi |

## Historia
Od XVI wieku Sułkowo było własnością rodziny Sułkowskich. W skład dóbr majątku Sułkowo wchodziły wsie Siemnówek, Siemnowo, Sułkówek. W XIX wieku właścicielami Sułkowa byli hrabiowie Wodzińscy, a potem hrabiowie Bnińscy. W roku 1890 hrabia Józef Bniński wybudował okazały dwór i otoczył go parkiem z bogatym drzewostanem. Następnym właścicielem dworu i części wsi Sułkowo - folwarku Szczawin był Gustaw Stefan Szczawiński. W latach 1953– 1959 dwór w Sułkowie był siedzibą Gromadzkiej Rady Narodowej a następnie szkoły podstawowej.
W styczniu 1945 roku samoloty niemieckie zrzuciły bomby na maszerujących przez wieś rosyjskich żołnierzy. Zginęło ośmiu żołnierzy i jeden mieszkaniec Sułkowa.
We wsi znajduje się średniowieczne grodzisko rycerskie z XIII wieku. Grodzisko ma kształt stożka wklęsłego, otoczone wałem i fosą.

## Znane osoby
- Maria z Wodzińskich Orpiszewska[20] malarka, muza Fryderyka Chopina[21][22] i Juliusza Słowackiego swoje dzieciństwo spędziła w Sułkowie[21].
- Antoni Wodziński[23][24] właściciel dóbr Sułkowo[8][21], uczestnik powstania listopadowego,członek Towarzystwa Historyczno-Literackiego w Paryżu. Przyjaciel Fryderyka Chopina
- Gustaw Stefan Szczawiński[10][25] właściciel dworu i folwarku Szczawin w Sułkowie[9], inżynier, działacz społeczny, autor libretta do opery „Maria” Henryka Melcera Szczawińskiego[26][27], współtwórca, redaktor i wydawca tygodnika Przeglądu Społecznego[25][28].

## Obiekty zabytkowe
- Zespół dworsko-parkowy z roku 1890
- Grodzisko z XIII wieku